# Četník ze Saint Tropez
Četník ze Saint Tropez (ve francouzském originále Le Gendarme de Saint-Tropez) je francouzsko-italská filmová komedie režiséra Jeana Giraulta z roku 1964. Jedná se o první díl ze série filmů o francouzských četnících v hlavní roli s Louisem de Funèsem.

## Děj
Strážmistr Ludovic Cruchot [Kryšo] slouží v malé horské vesničce v Alpách. Do práce je zapálený a rád by byl převelen. Jednoho dne se jeho přání opravdu vyplňuje a je převelen do turistického letoviska Saint-Tropez. Spolu s ním přijede i jeho dcera Nicole. Již cestou na strážnici rozdá mnoho pokut a jeho nadřízený rotmistr Gerber [Žerber] z toho není zrovna nadšený, mj. proto, že dal pokutu i starostovi města. Z Cruchota nemají radost ani jeho podřízení, na které je jako pes. Rozruch udělá i Cruchotova dcera Nicole, když místní mládeži napovídá, že její otec je pan Ferguson, bohatý majitel jachty. Nicole se účastní radovánek místní mládeže. Při návratu z jedné akce spolu s kamarádem si vypůjčí Fergusonovo auto zaparkované u jachty, ale při vyjížďce zapadnou do příkopu. Nicole požádá o pomoc svého otce. Vše se zamotává, když v autě objeví ukradený obraz a je pozvaný rodiči přítele Nicole na jejich párty a musí se vydávat za Fergusona a akce se zároveň účastní jeho nadřízený. Cruchota při návratu auta zadrží Fergusonovi lidé, ale mládež s Nicole jej zachraňují a zloději končí za mřížemi.

## Obsazení
| Louis de Funès      | strážmistr Ludovic Cruchot     |
| Geneviève Gradová   | Nicole Cruchotová              |
| Michel Galabru      | rotmistr Jérôme Gerber         |
| Jean Lefebvre       | závodčí Lucien Fougasse        |
| Christian Marin     | závodčí Albert Merlot          |
| Guy Grosso          | závodčí Gaston Tricard         |
| Michel Modo         | závodčí Jules Berlicot         |
| Claude Piéplu       | André-Hugues Boisselier        |
| Nicole Vervil       | Cécilia Gerberová              |
| Daniel Cauchy       | Richard                        |
| Pierre Gare         | Daniel                         |
| Patrice Laffont     | Jean-Luc                       |
| Maria Pacôme        | madam Émilie Lareine-Leroyová  |
| France Rumilly      | sestra Klotilda                |
| Gabriele Tinti      | gangster pana Harperse         |
| Giuseppe Porelli    | šéf gangsterů Harpers/Ferguson |
| Jean Droze          | strážce jachty Lucas           |
| Fernand Sardou      | venkovan s traktorem           |
| Jean Panisse        | majitel bistra v Saint-Tropez  |
| Martine de Breteuil | vévodkyně z Armentière         |

## Realizace

### Geneze a vývoj
Když Richard Balducci pracoval na scénáři o Saint-Tropez a prozkoumával tuto oblast, byl mu z kabrioletu ukraden fotoaparát, když se kochal výhledem na Grimaud. Jde si stěžovat na malou četnickou stanici v Saint-Tropez, Place Blanqui 2, ale četník je překvapen, že to někdo udělal v době oběda. Četník mu bezelstně vysvětlí, že zloděje zná, ale že ho četníci před několika dny přehlédli a že teď nemohou nic dělat. Richard Balducci se rozčílí a slíbí mírnému četníkovi, že takovou bezohlednou brigádu proslaví. Jelikož byl tiskovým mluvčím filmů Jeana Giraulta Pouic-Pouic a Faites sauter la banque! s Louisem de Funèsem v hlavní roli, svěřuje se mu se svým neštěstím a ten považuje nápad na film o četnické stanici v Saint-Tropez za vynikající. Balducci napsal první synopsi, která již obsahovala hon na nudisty, krádež Rembrandta a „faunu“ přístavu. De Funès si rychle představí protiklad mezi velmi „služebně orientovaným“, atrabilním a úslužným poddůstojníkem a důstojníkem, který se chová mnohem elegantněji. Aktér přidává rozhodující detail: ten druhý bude nadřazen tomu prvnímu.
Zpočátku se Giraultovi nepodařilo přesvědčit producenty, kteří se zdráhali z opačných důvodů: Bourvil, který byl četníkem ve filmu Le Roi Pandore (1949), byl neúspěšný, Jean Richard, hrdina filmu Le Gendarme de Champignol (1959), byl úspěch, který se podle nich pravděpodobně nebude opakovat. Navíc se domnívali, že Louis de Funès není pro banku přijatelný, a požádali Giraulta, aby nabídl hlavní roli Darrymu Cowlovi nebo Francisi Blanchovi, kteří nabídku odmítli. Girault nakonec požadoval hlavní roli pro svého přítele Louise a získal ji od Gérarda Beytouta a jeho společníka Reného Pignèresa, šéfa společnosti Société Nouvelle de Cinématographie (SNC), kteří souhlasili s produkcí filmu, ale za malý rozpočet.

### Výběr herců
Film definitivně odstartoval kariéru hlavního herce Louise de Funèse. Zpočátku měl praporčíka Gerbera hrát Pierre Mondy. Mondy byl zaneprázdněn divadelní hrou a film nestihl natočit. Nahradil ho Michel Galabru. Ten rád vypráví anekdotu o šprtech: když byl v roce 1963 se svou ženou na dovolené v hotelu de la Ponche v Saint-Tropez, zaslechl z balkonu svého pokoje rozhovor na terase mezi producenty filmu, kteří chtěli v castingu s de Funèsem jen šprty, aby jim v tomto nízkorozpočtovém filmu příliš nezaplatili. V Paříži se Galabru dozvěděl, že se s ním počítá na casting. Souhlasil s natočením tohoto „potravinového“ filmu za honorář 6000 francouzských franků (asi 8635 eur v roce 2020), zatímco Louis de Funès dostal desetkrát více.
Vedle Louise de Funèse hráli herci, kteří se již osvědčili: Guy Grosso, Michel Modo, Jean Lefebvre a Christian Marin, kteří hráli již v Pouic-Pouic.

### Natáčení
Natáčení začalo 5. června 1964 v Saint-Tropez. Interiérové záběry četnictva byly pořízeny v ateliérech Victorine v Nice, ale většina filmu byla natočena v exteriérech, protože Jean Girault následoval trend nastolený režiséry nové vlny.
Úvodní černobílá sekvence, kdy je Cruchot prostým četníkem, je natočena v obci Belvédère v Alpes-Maritimes.
Sekvenci v autě s jeptiškou natočil tehdejší kaskadér Gil Delamare.

## Soundtrack
Film se natáčel v červnu a červenci 1964 a měl být uveden do kin v září téhož roku, takže hudba k němu musela být nahrána v srpnu. V té době nebyla většina hudebníků a skladatelů k dispozici, protože byli na dovolené: Jean Girault, poté co ho mnoho lidí odmítlo, nakonec kontaktoval Paula Mauriata a Raymonda Lefebvra, kteří ještě neodjeli na dovolenou. Unavený Paul Mauriat nechal Lefebvra pracovat na hudbě k filmu samotného, ale ten to zprvu odmítl, protože si chtěl odpočinout ve svém nedávno zakoupeném domě v regionu Oise. Nakonec souhlasil, protože ho Jean Girault prosil, a začal psát hudbu, aby režiséra „nezklamal.
Píseň Douliou-douliou Saint-Tropez, jejíž text napsal André Pascal, ve skutečnosti nazpívala Geneviève Gradová. Je velmi úspěšný. Navíc klavírista, který udával rytmus písni (hudba ještě nebyla nahrána), udělal během natáčení scény, kdy Nicole zpívá v baru, chyby v taktech, a tak je Raymond Lefebvre nucen tyto chyby při nahrávání hudby napravit, aby se zvuk držel obrazu. Během rozhovoru se tomu skladatel smál a poznamenal: „To je jediný případ v mém životě, kdy jsem něco takového udělal! “
Hudební motiv filmu, slavný Marche des Gendarmes, byl nápadem Jeana Giraulta: naléhal na Raymonda Lefèvra, aby vytvořil motiv blízký písni Colonel Bogey March, kterou ve Francii zpopularizoval film Davida Leana Most přes řeku Kwai. Tato hudba (stejně jako píseň Douliou-douliou Saint-Tropez) byla u publika velmi oblíbená: byla proto znovu použita v každém filmu série (s výjimkou filmu Le Gendarme se marie, ale její absence v průběhu celého filmu silně pohoršila Louise de Funèse, proto byla opět použita v následujících filmech). Raymond Lefebvre tuto hudbu dvakrát přearanžoval: v roce 1970 pro Četník ve výslužbě a v roce 1982 pro Četník a četnice.
Skladatel, který je pravidelně omylem uváděn jako „Raymond Lefèvre“, má tentokrát v titulcích filmu své jméno správně napsané jako „Raymond Lefebvre“: stejně tak tomu bude v titulcích filmů Les Senzační prázdniny, Četník se žení, Četník ve výslužbě a Zelňačka, které všechny natočil Jean Girault.
Soundtrack k filmu byl několikrát znovu vydán v různých formátech: například album Bande-originale du film Le gendarme de Saint-Tropez (soundtrack k filmu Četník ze Saint-Tropez) bylo vydáno v roce 2010, 46 let po uvedení filmu a dva roky po smrti Raymonda Lefebvra.